# 蘇黎世 (堪薩斯州)
蘇黎世（英語：Zurich）是一個位於美國堪薩斯州魯克斯縣的城市。

## 地方資料
根據2020年美國人口普查的數據，蘇黎世的面積為0.47平方千米，當中陸地面積為0.47平方千米，而水域面積為0.00平方千米。當地共有人口89人，而人口密度為每平方千米189.36人。